# Misawa Naoto
Naoto Misawa (sinh ngày 7 tháng 7 năm 1995) là một cầu thủ bóng đá người Nhật Bản.

## Sự nghiệp câu lạc bộ
Naoto Misawa đã từng chơi cho YSCC Yokohama.